# Armand Marchant
Armand Marchant (Liegi, 14 dicembre 1997) è uno sciatore alpino belga.

## Biografia
Originario di Thimister-Clermont e attivo in gare FIS dal novembre del 2013, Marchant ha esordito in Coppa Europa il 20 novembre 2014 a Levi in slalom gigante e in Coppa del Mondo il 21 dicembre successivo in Alta Badia nella medesima specialità, in entrambi i casi senza completare la prova. Ai Mondiali di Vail/Beaver Creek 2015, sua prima presenza iridata, si è classificato 41º nello slalom gigante e non ha completato lo slalom speciale, mentre a quelli di Cortina d'Ampezzo 2021 si è piazzato 10º nello slalom speciale, 15º nella combinata, 15º nella gara a squadre e non ha completato il supergigante. Ai XXIV Giochi olimpici invernali di Pechino 2022, sua prima presenza olimpica, si è classificato 22º nello slalom speciale, ai Mondiali di Courchevel/Méribel 2023 si è piazzato 25º nello slalom speciale, 12º nella gara a squadre e non si è qualificato per la finale nel parallelo e a quelli di Saalbach-Hinterglemm 2025 non ha completato lo slalom speciale.

## Palmarès

### Coppa del Mondo
- Miglior piazzamento in classifica generale: 55º nel 2025

### Coppa Europa
- Miglior piazzamento in classifica generale: 124º nel 2022

### South American Cup
- Miglior piazzamento in classifica generale: 9º nel 2017
- Vincitore della classifica di slalom speciale nel 2016
- 4 podi:
  - 1 vittoria
  - 2 secondi posti
  - 1 terzo posto

#### South American Cup - vittorie
| Data           | Località | Paese | Specialità |
| -------------- | -------- | ----- | ---------- |
| 28 agosto 2016 | La Parva | Cile  | SL         |

Legenda:

SL = slalom speciale

### Australia New Zealand Cup
- Miglior piazzamento in classifica generale: 3º nel 2020
- Vincitore della classifica di supergigante nel 2020
- 3 podi:
  - 1 vittoria
  - 2 terzi posti

#### Australia New Zealand Cup - vittorie
| Data           | Località     | Paese         | Specialità |
| -------------- | ------------ | ------------- | ---------- |
| 27 agosto 2019 | Coronet Peak | Nuova Zelanda | SG         |

Legenda:

SG = supergigante

### Campionati belgi
- 5 medaglie:
  - 3 ori (slalom gigante, slalom speciale nel 2015; slalom speciale nel 2016)
  - 2 argenti (supergigante, slalom gigante nel 2016)